# Eleccions legislatives de Cap Verd de 2011
Les eleccions legislatives de Cap Verd de 2011 van tenir lloc a Cap Verd el 6 de febrer de 2011. El resultat fou la victòria del Partit Africà per la Independència de Cap Verd, liderat pel primer ministre José Maria Neves, qui va obtenir 38 dels 72 escons a l'Assemblea Nacional. La participació fou del 76,01%.

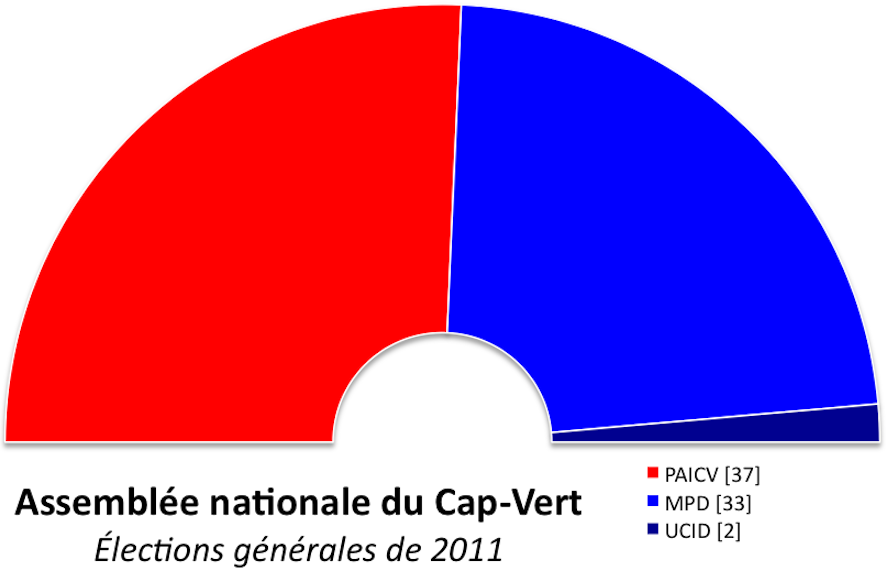
Distribució dels escons a la Cambra

## Resultats
Malgrat que els problemes tècnics van impedir un avís oportú dels resultats oficials, aviat es va fer evident que el PAICV havia obtingut la majoria parlamentària, i Veiga va reconèixer la seva derrota el 7 de febrer de 2011. L'acceptació immediata de la derrota per part de l'oposició, abans d'un anunci oficial, va ser vist com un signe de la força de la democràcia a Cap Verd.
| Partit                                         | Vots    | %     | Escons | +/– |
| ---------------------------------------------- | ------- | ----- | ------ | --- |
| Partit Africà per la Independència de Cap Verd | 117.967 | 52,68 | 38     | –3  |
| Moviment per la Democràcia                     | 94.674  | 42,27 | 32     | +3  |
| Unió Capverdiana Independent i Democràtica     | 9.842   | 4,39  | 2      | 0   |
| Partit de Treball i Solidaritat                | 1.040   | 0,46  | 0      | Nou |
| Partit Social Democràtic                       | 429     | 0,19  | 0      | 0   |
| Nuls/en blanc                                  | 2.990   | –     | –      | –   |
| Total                                          | 226.942 | 100   | 72     | 0   |
| Votants registrats/participació                | 298.567 | 76,01 | –      | –   |
| Font: African Elections Database               |         |       |        |     |